# Herb Kraju Chabarowskiego

Herb Kraju Chabarowskiego.

Herb Kraju Chabarowskiego (ros: Герб Хабаровского края) – jest oficjalnym symbolem Kraju Chabarowskiego, przyjętym 26 października 2016 roku przez regionalną dumę. 

## Opis i symbolika
Na francuskiej tarczy herbowej w srebrnym polu siedzący na swych tylnych łapach niedźwiedź barwy czarnej, trzymający w swych łapach przyciśnięty do piersi herb Chabarowska. Z otwartą paszczą spogląda w prawą stronę (heraldyczną, lewą z perspektywy obserwującego) z wywieszonym ciemnoczerwonym (czerwonym) językiem i oczyma tego samego koloru. Srebrne są jego uszy, pazury i część paszczy.
Herb Kraju Chabarowskiego nawiązuje do miejskiego herbu Chabarowska, który zresztą został wpisany w godło kraju. Występujący na tym obszarze niedźwiedź azjatycki w herbie symbolizować ma siłę, waleczność, panowanie nad tajgą, nieustępliwość oraz obronę azjatyckich granic Federacji Rosyjskiej. Podkreślają to także otwarta paszcza, ostre pazury i ciemnoczerwony język. Delikatnie uchwycony herb miasta Chabarowska ma uzmysławiać opiekę zwierzęcia nad stolicą kraju. Niedźwiedź spogląda ku geograficznemu wschodowi, miejscu w którym wschodzi słońce oświetlające tereny Chabarowskiego Kraju.
Taka aranżacja herbu ma być hołdem dla historii regionu i kultury. Ma nawiązywać do charakterystyki klimatycznej i geograficznej obszaru, a także dla kultury ludności zamieszkującej daleki rosyjski wschód. W zamyśle twórców niedźwiedź jest nie tylko obrońcą i opiekunem, ale także symbolem samej Rosji. Ma on być historycznym pomostem między dawną Rosją, jej zwyczajami i ludowymi opowieściami (w których niedźwiedź często się pojawiał), prowadząc przez epokę odważnych rosyjskich eksploratorów, którzy odrywali daleką Azję. Niedźwiedź jest też obiektem kultu ludów autochtonicznych zamieszkujących ziemie nad Amurem. Symbolika barw użytych w herbie jest następująca. Czerwień symbolizować ma waleczność, odwagę i męstwo. Błękit – piękno, delikatność i wielkość. Czerń – rozsądek, pokorę i smutek. Złoto – bogactwo, sprawiedliwość i wspaniałomyślność. Srebro – czystość, dobro i niezależność. 
Autorem herbu jest pochodzący z Chabarowska artysta, Siergiej Łoginow (Сергей Логинов). Opis herbu jest regulowany ustawą Dumy Kraju Chabarowskiego (nr. 324) z 26 września 2001 roku.

Oprócz małego herbu istnieje także nieoficjalna wersja herbu wielkiego, niezatwierdzona i nieregulowana przepisami prawa, ale dopuszczona do użytku. W tej konfiguracji herb otoczony jest błękitną wstęga przeplataną złotymi liśćmi dębu. Całość wieńczy herbowa Wielka Korona Imperialna Rosji.

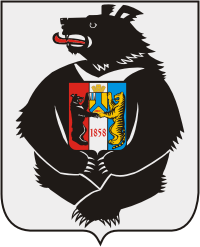
pierwsza wersja 1994-2016
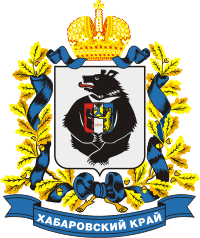
Wersja paradna herbu terytorium Chabarowska, 1994-2016